# ニュースジャストイン福岡
『ニュースジャストイン福岡』（ニュースジャストインふくおか）は、1997年4月7日から9月26日までTVQ九州放送で放送されていたローカルニュース番組で半年間放送された。協力：西日本新聞社、日本経済新聞社。